# Olympische Sommerspiele 2020/Teilnehmer (Indien)
| Gelbes Symbol für Goldmedaillen mit stilisierten Olympischen Ringen | Graues Symbol für Silbermedaillen mit stilisierten Olympischen Ringen | Braundes Symbol für Bronzemedaillen mit stilisierten Olympischen Ringen |
| ------------------------------------------------------------------- | --------------------------------------------------------------------- | ----------------------------------------------------------------------- |
| 1                                                                   | 2                                                                     | 4                                                                       |

Indien nahm an den Olympischen Spielen 2020 in Tokio mit 126 Sportlern in 18 Sportarten teil. Es war die insgesamt 25. Teilnahme an Olympischen Sommerspielen.

## Teilnehmer nach Sportarten

### Badminton
| Athleten                              | Wettbewerb | Gruppenphase                   | Gruppenphase              | Gruppenphase | Gruppenphase | Achtelfinale  | Achtelfinale       | Viertelfinale | Viertelfinale      | Halbfinale    | Halbfinale         | Finale        | Finale             | Rang   |
| Athleten                              | Wettbewerb | Gegner                         | Ergebnis                  | Punkte       | Rang         | Gegner        | Ergebnis           | Gegner        | Ergebnis           | Gegner        | Ergebnis           | Gegner        | Ergebnis           | Rang   |
| ------------------------------------- | ---------- | ------------------------------ | ------------------------- | ------------ | ------------ | ------------- | ------------------ | ------------- | ------------------ | ------------- | ------------------ | ------------- | ------------------ | ------ |
| Frauen                                |            |                                |                           |              |              |               |                    |               |                    |               |                    |               |                    |        |
| P. V. Sindhu                          | Einzel     | K. Polikarpova                 | 2:0 (21:7, 21:10)         | 84:42        | 1            | Kim G.-e.     | 2:0 (21:17, 21:18) | A. Yamaguchi  | 2:0 (21:13, 22:20) | Tai T.-y.     | 0:2 (18:21, 12:21) | He B.         | 2:0 (21:13, 21:15) | Bronze |
| P. V. Sindhu                          | Einzel     | Cheung N. Y.                   | 2:0 (21:9, 21:16)         | 84:42        | 1            | Kim G.-e.     | 2:0 (21:17, 21:18) | A. Yamaguchi  | 2:0 (21:13, 22:20) | Tai T.-y.     | 0:2 (18:21, 12:21) | He B.         | 2:0 (21:13, 21:15) | Bronze |
| Männer                                |            |                                |                           |              |              |               |                    |               |                    |               |                    |               |                    |        |
| Sai Praneeth Bhamidipati              | Einzel     | M. Zilberman                   | 0:2 (17:21, 15:21)        | 60:84        | 3            | ausgeschieden | ausgeschieden      | ausgeschieden | ausgeschieden      | ausgeschieden | ausgeschieden      | ausgeschieden | ausgeschieden      | 15     |
| Sai Praneeth Bhamidipati              | Einzel     | M. Caljouw                     | 0:2 (14:21, 14:21)        | 60:84        | 3            | ausgeschieden | ausgeschieden      | ausgeschieden | ausgeschieden      | ausgeschieden | ausgeschieden      | ausgeschieden | ausgeschieden      | 15     |
| Satwiksairaj Rankireddy Chirag Shetty | Doppel     | Lee Y. / Wang C.-L.            | 2:1 (21:16, 16:21, 27:25) | 131:140      | 3            | ausgeschieden | ausgeschieden      | ausgeschieden | ausgeschieden      | ausgeschieden | ausgeschieden      | ausgeschieden | ausgeschieden      | 9      |
| Satwiksairaj Rankireddy Chirag Shetty | Doppel     | M. F. Gideon / K. S. Sukamuljo | 0:2 (13:21, 12:21)        | 131:140      | 3            | ausgeschieden | ausgeschieden      | ausgeschieden | ausgeschieden      | ausgeschieden | ausgeschieden      | ausgeschieden | ausgeschieden      | 9      |
| Satwiksairaj Rankireddy Chirag Shetty | Doppel     | B. Lane / S. Vendy             | 2:0 (21:17, 21:19)        | 131:140      | 3            | ausgeschieden | ausgeschieden      | ausgeschieden | ausgeschieden      | ausgeschieden | ausgeschieden      | ausgeschieden | ausgeschieden      | 9      |

### Bogenschießen
| Athleten                              | Wettbewerb | Qualifikation | Qualifikation | 1. Runde        | 1. Runde | 2. Runde            | 2. Runde | Achtelfinale      | Achtelfinale  | Viertelfinale | Viertelfinale | Halbfinale    | Halbfinale    | Finale        | Finale        | Rang  |
| Athleten                              | Wettbewerb | Ringe         | Rang          | Gegner          | Ergebnis | Gegner              | Ergebnis | Gegner            | Ergebnis      | Gegner        | Ergebnis      | Gegner        | Ergebnis      | Gegner        | Ergebnis      | Rang  |
| ------------------------------------- | ---------- | ------------- | ------------- | --------------- | -------- | ------------------- | -------- | ----------------- | ------------- | ------------- | ------------- | ------------- | ------------- | ------------- | ------------- | ----- |
| Frauen                                |            |               |               |                 |          |                     |          |                   |               |               |               |               |               |               |               |       |
| Deepika Kumari                        | Einzel     | 663           | 9             | Karma           | 6:0      | J. Mucino-Fernandez | 6:4      | X. Perowa         | 6:5           | An S.         | 0:6           | ausgeschieden | ausgeschieden | ausgeschieden | ausgeschieden | 5–8   |
| Männer                                |            |               |               |                 |          |                     |          |                   |               |               |               |               |               |               |               |       |
| Atanu Das                             | Einzel     | 653           | 35            | Deng Y.-c.      | 6:4      | Oh J.-h.            | 6:5      | T. Furukawa       | 4:6           | ausgeschieden | ausgeschieden | ausgeschieden | ausgeschieden | ausgeschieden | ausgeschieden | 9–16  |
| Pravin Jadhav                         | Einzel     | 656           | 31            | G. Basarschapow | 6:0      | B. Ellison          | 0:6      | ausgeschieden     | ausgeschieden | ausgeschieden | ausgeschieden | ausgeschieden | ausgeschieden | ausgeschieden | ausgeschieden | 17–32 |
| Tarundeep Rai                         | Einzel     | 652           | 37            | O. Hunbin       | 6:4      | I. Shanny           | 5:6      | ausgeschieden     | ausgeschieden | ausgeschieden | ausgeschieden | ausgeschieden | ausgeschieden | ausgeschieden | ausgeschieden | 17–32 |
| Atanu Das Pravin Jadhav Tarundeep Rai | Mannschaft | 1961          | 9             | —               | —        | —                   | —        | Kasachstan        | 6:2           | Südkorea      | 0:6           | ausgeschieden | ausgeschieden | ausgeschieden | ausgeschieden | 5–8   |
| Mixed                                 |            |               |               |                 |          |                     |          |                   |               |               |               |               |               |               |               |       |
| Deepika Kumari Pravin Jadhav          | Mannschaft | 1319          | 9             | —               | —        | —                   | —        | Chinesisch Taipeh | 5:3           | Südkorea      | 2:6           | ausgeschieden | ausgeschieden | ausgeschieden | ausgeschieden | 5–8   |

### Boxen
| Athleten            | Wettbewerb                  | 1. Runde       | 1. Runde | Achtelfinale  | Achtelfinale  | Viertelfinale | Viertelfinale | Halbfinale    | Halbfinale    | Finale        | Finale        | Rang   |
| Athleten            | Wettbewerb                  | Gegner         | Ergebnis | Gegner        | Ergebnis      | Gegner        | Ergebnis      | Gegner        | Ergebnis      | Gegner        | Ergebnis      | Rang   |
| ------------------- | --------------------------- | -------------- | -------- | ------------- | ------------- | ------------- | ------------- | ------------- | ------------- | ------------- | ------------- | ------ |
| Frauen              |                             |                |          |               |               |               |               |               |               |               |               |        |
| Mary Kom            | Fliegengewicht bis 51 kg    | M. Hernández   | 4:1      | I. Valencia   | 2:3           | ausgeschieden | ausgeschieden | ausgeschieden | ausgeschieden | ausgeschieden | ausgeschieden | 9      |
| Simranjit Kaur      | Leichtgewicht bis 60 kg     | Freilos        | Freilos  | S. Seesondee  | 0:5           | ausgeschieden | ausgeschieden | ausgeschieden | ausgeschieden | ausgeschieden | ausgeschieden | 9      |
| Lovlina Borgohain   | Weltergewicht bis 69 kg     | Freilos        | Freilos  | N. Apetz      | 3:2           | Chen N.-c.    | 4:1           | B. Sürmeneli  | 0:5           | ausgeschieden | ausgeschieden | Bronze |
| Pooja Rani          | Mittelgewicht bis 75 kg     | —              | —        | I. Chaib      | 5:0           | Li Q.         | 0:5           | ausgeschieden | ausgeschieden | ausgeschieden | ausgeschieden | 5      |
| Männer              |                             |                |          |               |               |               |               |               |               |               |               |        |
| Amit Panghal        | Fliegengewicht bis 52 kg    | Freilos        | Freilos  | Y. Martínez   | 1:4           | ausgeschieden | ausgeschieden | ausgeschieden | ausgeschieden | ausgeschieden | ausgeschieden | 9      |
| Manish Kaushik      | Leichtgewicht bis 63 kg     | L. McCormack   | 1:4      | ausgeschieden | ausgeschieden | ausgeschieden | ausgeschieden | ausgeschieden | ausgeschieden | ausgeschieden | ausgeschieden | 17     |
| Vikas Krishan Yadav | Weltergewicht bis 69 kg     | S. Okazawa     | 0:5      | ausgeschieden | ausgeschieden | ausgeschieden | ausgeschieden | ausgeschieden | ausgeschieden | ausgeschieden | ausgeschieden | 17     |
| Ashish Kumar        | Mittelgewicht bis 75 kg     | T. Tanglatihan | 0:5      | ausgeschieden | ausgeschieden | ausgeschieden | ausgeschieden | ausgeschieden | ausgeschieden | ausgeschieden | ausgeschieden | 17     |
| Satish Kumar        | Superschwergewicht ab 91 kg | Freilos        | Freilos  | R. Brown      | 4:1           | B. Jalolov    | 0:5           | ausgeschieden | ausgeschieden | ausgeschieden | ausgeschieden | 5      |

### Fechten
| Athleten           | Wettbewerb   | 1. Runde     | 1. Runde | 2. Runde  | 2. Runde | Achtelfinale  | Achtelfinale  | Viertelfinale | Viertelfinale | Halbfinale / Klassifikation | Halbfinale / Klassifikation | Finale / Platzierung | Finale / Platzierung | Rang  |
| Athleten           | Wettbewerb   | Gegner       | Ergebnis | Gegner    | Ergebnis | Gegner        | Ergebnis      | Gegner        | Ergebnis      | Gegner                      | Ergebnis                    | Gegner               | Ergebnis             | Rang  |
| ------------------ | ------------ | ------------ | -------- | --------- | -------- | ------------- | ------------- | ------------- | ------------- | --------------------------- | --------------------------- | -------------------- | -------------------- | ----- |
| Frauen             |              |              |          |           |          |               |               |               |               |                             |                             |                      |                      |       |
| C. A. Bhavani Devi | Säbel Einzel | N. Ben Azizi | 15:3     | M. Brunet | 7:15     | ausgeschieden | ausgeschieden | ausgeschieden | ausgeschieden | ausgeschieden               | ausgeschieden               | ausgeschieden        | ausgeschieden        | 17–32 |

### Gewichtheben
| Athleten              | Wettbewerb              | Reißen  | Reißen | Stoßen  | Stoßen | Zweikampf | Zweikampf | Rang   |
| Athleten              | Wettbewerb              | Gewicht | Rang   | Gewicht | Rang   | Gewicht   | Rang      | Rang   |
| --------------------- | ----------------------- | ------- | ------ | ------- | ------ | --------- | --------- | ------ |
| Frauen                |                         |         |        |         |        |           |           |        |
| Saikhom Mirabai Chanu | Bantamgewicht bis 49 kg | 87 kg   | 2      | 115 kg  | 2      | 202 kg    | 2         | Silber |

### Golf
| Athleten       | Runde 1 | Runde 2 | Runde 3 | Runde 4 | Gesamt | Par | Rang |
| -------------- | ------- | ------- | ------- | ------- | ------ | --- | ---- |
| Frauen         |         |         |         |         |        |     |      |
| Aditi Ashok    | 67      | 66      | 69      | 68      | 269    | −15 | 4    |
| Diksha Dagar   | 76      | 72      | 72      | 70      | 290    | +6  | 50   |
| Männer         |         |         |         |         |        |     |      |
| Anirban Lahiri | 67      | 72      | 68      | 72      | 279    | −5  | 42   |
| Udayan Mane    | 76      | 69      | 70      | 72      | 287    | +3  | 56   |

### Hockey
| Wettbewerb    | Frauen (Spiele/Tore) | Männer (Spiele/Tore) |
| ------------- | --- | --- |
| Athleten      | Navjot Kaur (8/0) Gurjit Kaur (8/4) Deep Grace Ekka (8/0) Monika Malik (8/0) Sharmila Devi (8/1) Nikki Pradhan (8/0) (TW) Savita Punia (8/0) Nisha Warsi (8/0) Vandana Katariya (8/4) Udita Duhan (8/0) Lalremsiami (8/0) Navneet Kaur (8/1) Sushila Chanu (8/0) Rani Rampal (8/1) Salima Tete (8/0) Neha Goyal (8/1) Reena Khokhar (0/0) Namita Toppo (0/0) | Dilpreet Singh (8/2) Rupinder Pal Singh (7/4) Surender Kumar (8/0) Manpreet Singh (8/0) Hardik Singh (8/2) Gurjant Singh (7/3) Simranjeet Singh (5/3) Mandeep Singh (7/1) Harmanpreet Singh (8/6) Lalit Upadhyay (5/0) (TW) P. R. Sreejesh (8/0) Sumit (8/0) Nilakanta Sharma (8/1) Shamsher Singh (8/1) Varun Kumar (5/1) Birendra Lakra (4/0) Amit Rohidas (8/0) Vivek Prasad (8/1) |
| Trainer       | Sjoerd Marijne | Graham Reid |
| Gruppenphase  | Niederlande (1:5) Deutschland (0:2) Großbritannien (1:4) Irland (1:0) Südafrika (4:3) | Neuseeland (3:2) Australien (1:7) Spanien (3:0) Argentinien (3:1) Japan (5:3) |
| Viertelfinale | Australien (1:0) | Großbritannien (3:1) |
| Halbfinale    | Argentinien (1:2) | Belgien (2:5) |
| Finale        | Großbritannien (3:4) | Deutschland (5:4) |
| Platzierung   | 4. Platz | Bronze |

### Judo
| Athleten          | Wettbewerb | 1. Runde        | 1. Runde | 2. Runde | 2. Runde | Achtelfinale  | Achtelfinale  | Viertelfinale | Viertelfinale | Halbfinale / Trostrunde | Halbfinale / Trostrunde | Finale / Platz 3 | Finale / Platz 3 | Rang |
| Athleten          | Wettbewerb | Gegner          | Ergebnis | Gegner   | Ergebnis | Gegner        | Ergebnis      | Gegner        | Ergebnis      | Gegner                  | Ergebnis                | Gegner           | Ergebnis         | Rang |
| ----------------- | ---------- | --------------- | -------- | -------- | -------- | ------------- | ------------- | ------------- | ------------- | ----------------------- | ----------------------- | ---------------- | ---------------- | ---- |
| Frauen            |            |                 |          |          |          |               |               |               |               |                         |                         |                  |                  |      |
| Shushila Likmabam | bis 48 kg  | É. Csernoviczki | 0s1:10s1 | —        | —        | ausgeschieden | ausgeschieden | ausgeschieden | ausgeschieden | ausgeschieden           | ausgeschieden           | ausgeschieden    | ausgeschieden    | 17   |

### Leichtathletik
Laufen und Gehen 
| Athleten                                                      | Wettbewerb       | Runde 1     | Runde 1 | Halbfinale    | Halbfinale    | Finale        | Finale        | Rang          |
| Athleten                                                      | Wettbewerb       | Zeit        | Rang    | Zeit          | Rang          | Zeit          | Rang          | Rang          |
| ------------------------------------------------------------- | ---------------- | ----------- | ------- | ------------- | ------------- | ------------- | ------------- | ------------- |
| Frauen                                                        |                  |             |         |               |               |               |               |               |
| Dutee Chand                                                   | 100 m            | 11,54 s     | 7       | ausgeschieden | ausgeschieden | ausgeschieden | ausgeschieden | ausgeschieden |
| Dutee Chand                                                   | 200 m            | 23,85 s     | 7       | ausgeschieden | ausgeschieden | ausgeschieden | ausgeschieden | ausgeschieden |
| Bhawna Jat                                                    | 20 km Gehen      | —           | —       | —             | —             | 1:37:38 h     | 32            | 32            |
| Priyanka Dubey                                                | 20 km Gehen      | —           | —       | —             | —             | 1:32:36 h     | 17            | 17            |
| Männer                                                        |                  |             |         |               |               |               |               |               |
| Jabir Madari Pillyalil                                        | 400 m Hürden     | 50,77 s     | 7       | ausgeschieden | ausgeschieden | ausgeschieden | ausgeschieden | ausgeschieden |
| Avinash Sable                                                 | 3000 m Hindernis | 8:18,12 min | 13      | —             | —             | ausgeschieden | ausgeschieden | ausgeschieden |
| Irfan Kolothum Thodi                                          | 20 km Gehen      | —           | —       | —             | —             | 1:34:41 h     | 51            | 51            |
| Sandeep Kumar                                                 | 20 km Gehen      | —           | —       | —             | —             | 1:25:07 h     | 23            | 23            |
| Rahul Rohilla                                                 | 20 km Gehen      | —           | —       | —             | —             | 1:32:06 h     | 47            | 47            |
| Gurpreet Singh                                                | 50 km Gehen      | —           | —       | —             | —             | DNF           | DNF           | DNF           |
| Muhammed Anas Amoj Jacob Arokia Rajiv Noah Nirmal Tom         | 4 × 400 m        | 3:00,25 min | 9       | —             | —             | ausgeschieden | ausgeschieden | ausgeschieden |
| Mixed                                                         |                  |             |         |               |               |               |               |               |
| Muhammed Anas Arokia Rajiv Subha Venkatesan Revathi Veeramani | 4 × 400 m        | 3:19,93 min | 8       | —             | —             | ausgeschieden | ausgeschieden | ausgeschieden |

 Springen und Werfen 
| Athleten           | Wettbewerb  | Qualifikation | Qualifikation | Finale        | Finale        | Rang |
| Athleten           | Wettbewerb  | Weite/Höhe    | Rang          | Weite/Höhe    | Rang          | Rang |
| ------------------ | ----------- | ------------- | ------------- | ------------- | ------------- | ---- |
| Frauen             |             |               |               |               |               |      |
| Kamalpreet Kaur    | Diskuswurf  | 64,00 m       | 2             | 63,70 m       | 6             | 6    |
| Seema Punia        | Diskuswurf  | 60,57 m       | 16            | ausgeschieden | ausgeschieden | 16   |
| Annu Rani          | Speerwurf   | 54,04 m       | 29            | ausgeschieden | ausgeschieden | 29   |
| Männer             |             |               |               |               |               |      |
| Sreeshankar Murali | Weitsprung  | 7,69 m        | 24            | ausgeschieden | ausgeschieden | 24   |
| Tejinder Pal Singh | Kugelstoßen | 19,99 m       | 24            | ausgeschieden | ausgeschieden | 24   |
| Neeraj Chopra      | Speerwurf   | 86,65 m       | 1             | 87,58 m       | 1             | Gold |
| Shivpal Singh      | Speerwurf   | 76,40 m       | 27            | ausgeschieden | ausgeschieden | 27   |

### Reiten

#### Vielseitigkeitsreiten
| Athleten                  | Wettbewerb | Minuspunkte Dressur | Minuspunkte Gelände | Minuspunkte Springen | Minuspunkte Springen | Minuspunkte Gesamt | Rang |
| ------------------------- | ---------- | ------------------- | ------------------- | -------------------- | -------------------- | ------------------ | ---- |
| Fouaad Mirza mit Seigneur | Einzel     | 28,00               | 11,20               | 8,00                 | 12,40                | 59,60              | 23   |

### Ringen

#### Freier Stil
Legende: G = Gewonnen, V = Verloren, S = Schultersieg
| Athleten      | Wettbewerb       | Achtelfinale    | Achtelfinale | Viertelfinale    | Viertelfinale | Halbfinale    | Halbfinale    | Hoffnungsrunde Halbfinale | Hoffnungsrunde Halbfinale | Hoffnungsrunde Finale | Hoffnungsrunde Finale | Finale        | Finale        | Rang   |
| Athleten      | Wettbewerb       | Gegner          | Ergebnis     | Gegner           | Ergebnis      | Gegner        | Ergebnis      | Gegner                    | Ergebnis                  | Gegner                | Ergebnis              | Gegner        | Ergebnis      | Rang   |
| ------------- | ---------------- | --------------- | ------------ | ---------------- | ------------- | ------------- | ------------- | ------------------------- | ------------------------- | --------------------- | --------------------- | ------------- | ------------- | ------ |
| Frauen        |                  |                 |              |                  |               |               |               |                           |                           |                       |                       |               |               |        |
| Seema Bisla   | Klasse bis 50 kg | S. Hamdi        | V 1:3        | ausgeschieden    | ausgeschieden | ausgeschieden | ausgeschieden | ausgeschieden             | ausgeschieden             | ausgeschieden         | ausgeschieden         | ausgeschieden | ausgeschieden | 13     |
| Vinesh Phogat | Klasse bis 53 kg | S. Mattsson     | G 7:1        | W. Kaladsinskaja | V 3:9         | ausgeschieden | ausgeschieden | ausgeschieden             | ausgeschieden             | ausgeschieden         | ausgeschieden         | ausgeschieden | ausgeschieden | 9      |
| Anshu Malik   | Klasse bis 57 kg | I. Kuratschkina | V 2:8        | ausgeschieden    | ausgeschieden | ausgeschieden | ausgeschieden | W. Scholobowa             | V 1:5                     | ausgeschieden         | ausgeschieden         | ausgeschieden | ausgeschieden | 9      |
| Sonam Malik   | Klasse bis 62 kg | C. Bolortujaa   | V 2:2        | ausgeschieden    | ausgeschieden | ausgeschieden | ausgeschieden | ausgeschieden             | ausgeschieden             | ausgeschieden         | ausgeschieden         | ausgeschieden | ausgeschieden | 11     |
| Männer        |                  |                 |              |                  |               |               |               |                           |                           |                       |                       |               |               |        |
| Ravi Kumar    | Klasse bis 57 kg | Ó. Tigreros     | G 13:2       | G. Wangelow      | G 14:4        | N. Sanajew    | G 7S:9        | —                         | —                         | —                     | —                     | S. Ugujew     | V 4:7         | Silber |
| Bajrang Punia | Klasse bis 65 kg | E. Akmataliev   | G 3:3        | M. Ghiasi        | G 2:1         | H. Əliyev     | V 5:12        | —                         | —                         | D. Nijasbekow         | G 8:0                 | ausgeschieden | ausgeschieden | Bronze |
| Deepak Punia  | Klasse bis 86 kg | E. Agiomor      | G 12:1       | Lin Z.           | G 6:3         | D. Taylor     | V 0:10        | —                         | —                         | M. Amine              | V 2:4                 | ausgeschieden | ausgeschieden | 5      |

### Rudern
| Athleten               | Wettbewerb                  | Vorlauf     | Vorlauf | Vorlauf       | Hoffnungslauf | Hoffnungslauf | Hoffnungslauf | Halbfinale  | Halbfinale | Halbfinale    | Finale      | Finale | Rang |
| Athleten               | Wettbewerb                  | Zeit        | Platz   | Qualifikation | Zeit          | Platz         | Qualifikation | Zeit        | Platz      | Qualifikation | Zeit        | Platz  | Rang |
| ---------------------- | --------------------------- | ----------- | ------- | ------------- | ------------- | ------------- | ------------- | ----------- | ---------- | ------------- | ----------- | ------ | ---- |
| Männer                 |                             |             |         |               |               |               |               |             |            |               |             |        |      |
| Arjun Lal Arvind Singh | Leichtgewichts-Doppelzweier | 6:40,33 min | 5       | Hoffnungslauf | 6:51,36 min   | 3             | Halbfinale    | 6:24,41 min | 6          | Finale B      | 6:29,66 min | 5      | 11   |

### Schießen
| Athleten                                 | Wettbewerb                                 | Qualifikation   | Qualifikation | Finale          | Finale        | Rang |
| Athleten                                 | Wettbewerb                                 | Ringe/ Scheiben | Rang          | Ringe/ Scheiben | Rang          | Rang |
| ---------------------------------------- | ------------------------------------------ | --------------- | ------------- | --------------- | ------------- | ---- |
| Frauen                                   |                                            |                 |               |                 |               |      |
| Apurvi Chandela                          | 10 m Luftgewehr                            | 621,9           | 36            | ausgeschieden   | ausgeschieden | 36   |
| Elavenil Valarivan                       | 10 m Luftgewehr                            | 626,5           | 16            | ausgeschieden   | ausgeschieden | 16   |
| Manu Bhaker                              | 10 m Luftpistole                           | 575             | 12            | ausgeschieden   | ausgeschieden | 12   |
| Yashaswini Singh Deswal                  | 10 m Luftpistole                           | 574             | 13            | ausgeschieden   | ausgeschieden | 13   |
| Manu Bhaker                              | 25 m Sportpistole                          | 582             | 15            | ausgeschieden   | ausgeschieden | 15   |
| Rahi Sarnobat                            | 25 m Sportpistole                          | 573             | 32            | ausgeschieden   | ausgeschieden | 32   |
| Anjum Moudgil                            | 50 m Kleinkalibergewehr Dreistellungskampf | 1167            | 15            | ausgeschieden   | ausgeschieden | 15   |
| Tejaswini Sawant                         | 50 m Kleinkalibergewehr Dreistellungskampf | 1154            | 33            | ausgeschieden   | ausgeschieden | 33   |
| Männer                                   |                                            |                 |               |                 |               |      |
| Deepak Kumar                             | 10 m Luftgewehr                            | 624,7           | 26            | ausgeschieden   | ausgeschieden | 26   |
| Divyansh Singh Panwar                    | 10 m Luftgewehr                            | 622,8           | 32            | ausgeschieden   | ausgeschieden | 32   |
| Saurabh Chaudhary                        | 10 m Luftpistole                           | 586             | 1             | 137,4           | 7             | 7    |
| Abhishek Verma                           | 10 m Luftpistole                           | 575             | 17            | ausgeschieden   | ausgeschieden | 17   |
| Sanjeev Rajput                           | 50 m Kleinkalibergewehr Dreistellungskampf | 1157            | 32            | ausgeschieden   | ausgeschieden | 32   |
| Aishwary Pratap Singh Tomar              | 50 m Kleinkalibergewehr Dreistellungskampf | 1167            | 21            | ausgeschieden   | ausgeschieden | 21   |
| Angad Vir Singh Bajwa                    | Skeet                                      | 120             | 18            | ausgeschieden   | ausgeschieden | 18   |
| Mairaj Ahmad Khan                        | Skeet                                      | 117             | 25            | ausgeschieden   | ausgeschieden | 25   |
| Mixed                                    |                                            |                 |               |                 |               |      |
| Manu Bhaker Saurabh Chaudhary            | 10 m Luftpistole                           | 582             | 1             | 380             | 7             | 7    |
| Yashaswini Singh Deswal Abhishek Verma   | 10 m Luftpistole                           | 564             | 17            | ausgeschieden   | ausgeschieden | 17   |
| Deepak Kumar Anjum Moudgil               | 10 m Luftgewehr                            | 623,8           | 18            | ausgeschieden   | ausgeschieden | 18   |
| Divyansh Singh Panwar Elavenil Valarivan | 10 m Luftgewehr                            | 626,5           | 12            | ausgeschieden   | ausgeschieden | 12   |

### Schwimmen
| Athleten        | Wettbewerb          | Vorlauf     | Vorlauf | Halbfinale    | Halbfinale    | Finale        | Finale        | Rang |
| Athleten        | Wettbewerb          | Zeit        | Rang    | Zeit          | Rang          | Zeit          | Rang          | Rang |
| --------------- | ------------------- | ----------- | ------- | ------------- | ------------- | ------------- | ------------- | ---- |
| Frauen          |                     |             |         |               |               |               |               |      |
| Maana Patel     | 100 m Rücken        | 1:05,20 min | 39      | ausgeschieden | ausgeschieden | ausgeschieden | ausgeschieden | 39   |
| Männer          |                     |             |         |               |               |               |               |      |
| Srihari Nataraj | 100 m Rücken        | 54,31 s     | 27      | ausgeschieden | ausgeschieden | ausgeschieden | ausgeschieden | 27   |
| Sajan Prakash   | 100 m Schmetterling | 53,45 s     | 46      | ausgeschieden | ausgeschieden | ausgeschieden | ausgeschieden | 46   |
| Sajan Prakash   | 200 m Schmetterling | 1:57,22 min | 24      | ausgeschieden | ausgeschieden | ausgeschieden | ausgeschieden | 24   |

### Segeln
| Athleten                          | Wettbewerb   | Qualifikation | Qualifikation | Medal Race    | Medal Race    | Punkte | Rang |
| Athleten                          | Wettbewerb   | Punkte        | Rang          | Punkte        | Rang          | Punkte | Rang |
| --------------------------------- | ------------ | ------------- | ------------- | ------------- | ------------- | ------ | ---- |
| Frauen                            |              |               |               |               |               |        |      |
| Nethra Kumanan                    | Laser Radial | 251           | 35            | ausgeschieden | ausgeschieden | 251    | 35   |
| Männer                            |              |               |               |               |               |        |      |
| Vishnu Saravanan                  | Laser        | 156           | 20            | ausgeschieden | ausgeschieden | 156    | 20   |
| Ganapathy Kelapanda Varun Thakkar | 49er         | 154           | 17            | ausgeschieden | ausgeschieden | 154    | 17   |

### Tennis
| Athleten                 | Wettbewerb | 1. Runde                      | 1. Runde          | 2. Runde    | 2. Runde | Achtelfinale  | Achtelfinale  | Viertelfinale | Viertelfinale | Halbfinale    | Halbfinale    | Finale / Platz 3 | Finale / Platz 3 |
| Athleten                 | Wettbewerb | Gegner                        | Ergebnis          | Gegner      | Ergebnis | Gegner        | Ergebnis      | Gegner        | Ergebnis      | Gegner        | Ergebnis      | Gegner           | Ergebnis         |
| ------------------------ | ---------- | ----------------------------- | ----------------- | ----------- | -------- | ------------- | ------------- | ------------- | ------------- | ------------- | ------------- | ---------------- | ---------------- |
| Frauen                   |            |                               |                   |             |          |               |               |               |               |               |               |                  |                  |
| Sania Mirza Ankita Raina | Doppel     | L. Kitschenok / N. Kitschenok | 6:0, 6:70, [8:10] | —           | —        | ausgeschieden | ausgeschieden | ausgeschieden | ausgeschieden | ausgeschieden | ausgeschieden | ausgeschieden    | ausgeschieden    |
| Männer                   |            |                               |                   |             |          |               |               |               |               |               |               |                  |                  |
| Sumit Nagal              | Einzel     | D. Istomin                    | 6:4, 6:76, 6:4    | D. Medwedew | 2:6, 1:6 | ausgeschieden | ausgeschieden | ausgeschieden | ausgeschieden | ausgeschieden | ausgeschieden | ausgeschieden    | ausgeschieden    |

### Tischtennis
| Athleten                           | Wettbewerb | 1. Runde        | 1. Runde | 2. Runde           | 2. Runde | 3. Runde        | 3. Runde      | Achtelfinale             | Achtelfinale  | Viertelfinale | Viertelfinale | Halbfinale    | Halbfinale    | Finale/Platz 3 | Finale/Platz 3 | Rang  |
| Athleten                           | Wettbewerb | Gegner          | Erg.     | Gegner             | Erg.     | Gegner          | Erg.          | Gegner                   | Erg.          | Gegner        | Erg.          | Gegner        | Erg.          | Gegner         | Erg.           | Rang  |
| ---------------------------------- | ---------- | --------------- | -------- | ------------------ | -------- | --------------- | ------------- | ------------------------ | ------------- | ------------- | ------------- | ------------- | ------------- | -------------- | -------------- | ----- |
| Frauen                             |            |                 |          |                    |          |                 |               |                          |               |               |               |               |               |                |                |       |
| Manika Batra                       | Einzel     | Tin-Tin Ho      | 4:0      | Marharyta Pessozka | 4:3      | Sofia Polcanova | 0:4           | ausgeschieden            | ausgeschieden | ausgeschieden | ausgeschieden | ausgeschieden | ausgeschieden | ausgeschieden  | ausgeschieden  | 17–32 |
| Sutirtha Mukherjee                 | Einzel     | Linda Bergström | 4:3      | Fu Yu              | 0:4      | ausgeschieden   | ausgeschieden | ausgeschieden            | ausgeschieden | ausgeschieden | ausgeschieden | ausgeschieden | ausgeschieden | ausgeschieden  | ausgeschieden  | 33–48 |
| Männer                             |            |                 |          |                    |          |                 |               |                          |               |               |               |               |               |                |                |       |
| Sathiyan Gnanasekaran              | Einzel     | —               | —        | Lam Siu Hang       | 3:4      | ausgeschieden   | ausgeschieden | ausgeschieden            | ausgeschieden | ausgeschieden | ausgeschieden | ausgeschieden | ausgeschieden | ausgeschieden  | ausgeschieden  | 33–48 |
| Sharath Kamal Achanta              | Einzel     | —               | —        | Tiago Apolónia     | 4:2      | Ma Long         | 1:4           | ausgeschieden            | ausgeschieden | ausgeschieden | ausgeschieden | ausgeschieden | ausgeschieden | ausgeschieden  | ausgeschieden  | 17–32 |
| Mixed                              |            |                 |          |                    |          |                 |               |                          |               |               |               |               |               |                |                |       |
| Sharath Kamal Achanta Manika Batra | Doppel     | —               | —        | —                  | —        | —               | —             | Lin Yun-ju Cheng I-ching | 0:4           | ausgeschieden | ausgeschieden | ausgeschieden | ausgeschieden | ausgeschieden  | ausgeschieden  | 9–16  |

### Turnen

#### Gerätturnen
| Athleten      | Wettbewerb       | Qualifikation | Qualifikation | Finale        | Finale        | Rang |
| Athleten      | Wettbewerb       | Punkte        | Rang          | Punkte        | Rang          | Rang |
| ------------- | ---------------- | ------------- | ------------- | ------------- | ------------- | ---- |
| Frauen        |                  |               |               |               |               |      |
| Pranati Nayak | Boden            | 10,633        | 83            | ausgeschieden | ausgeschieden | 83   |
| Pranati Nayak | Schwebebalken    | 9,433         | 89            | ausgeschieden | ausgeschieden | 89   |
| Pranati Nayak | Stufenbarren     | 9,033         | 86            | ausgeschieden | ausgeschieden | 86   |
| Pranati Nayak | Mehrkampf Einzel | 42,565        | 79            | ausgeschieden | ausgeschieden | 79   |